# محطة سكة حديد ستادلهوفين
محطة سكة حديد ستادلهوفين (Bahnhof Zürich Stadelhofen) (م410) واحدة من عشر محطات قطار في مدينة زيوريخ السويسرية. تقع بجوار محطة السكك الحديدية الرئيسية في محور مهم من زيوريخ . وفي الوقت نفسه، محطة تحويل الترام للمدن تعمل 365 يوما في السنة.
بناء المحطة قائم منذ عام 1894 والبيئة المحيطة أعيد بنائها بالكامل بنمط حديث يجمع بين الأصالة والمعاصرة.

## معرض صور

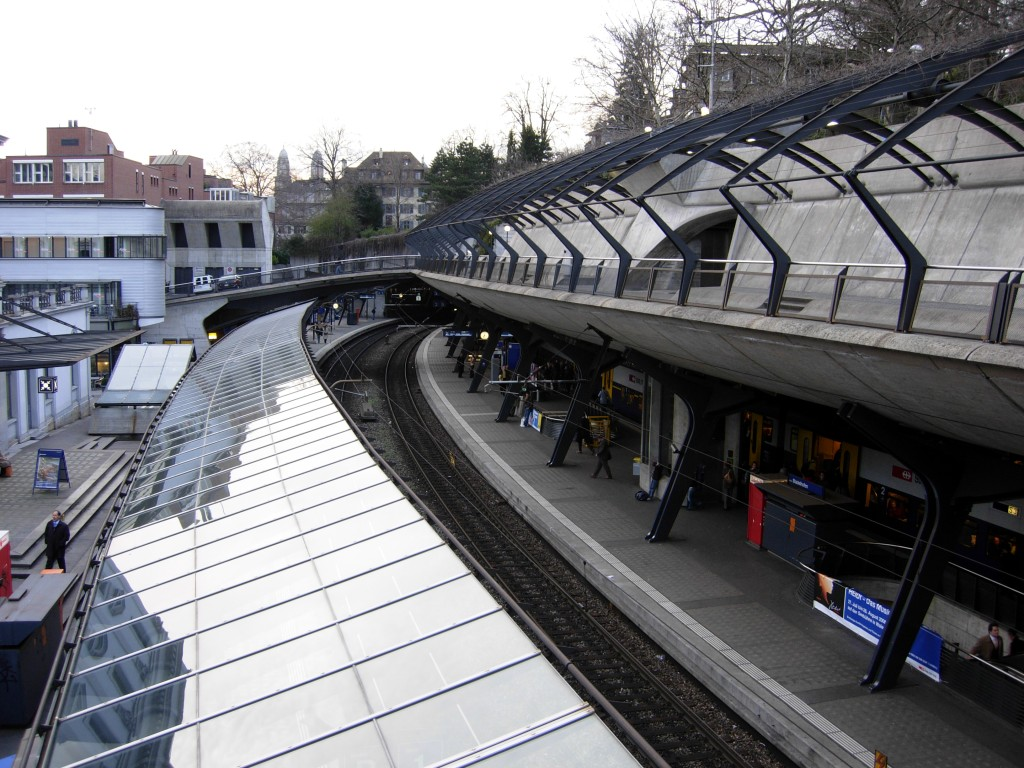
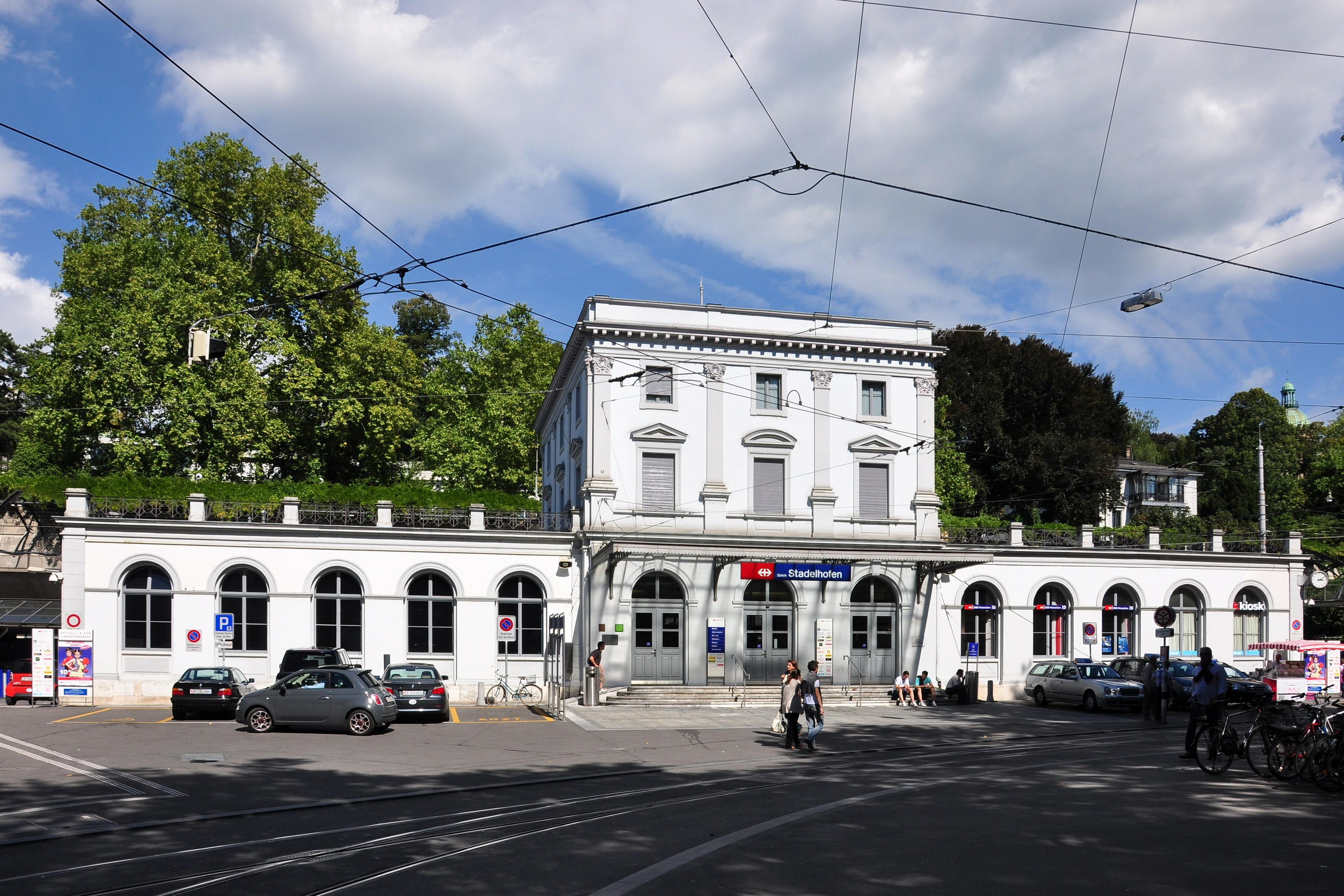
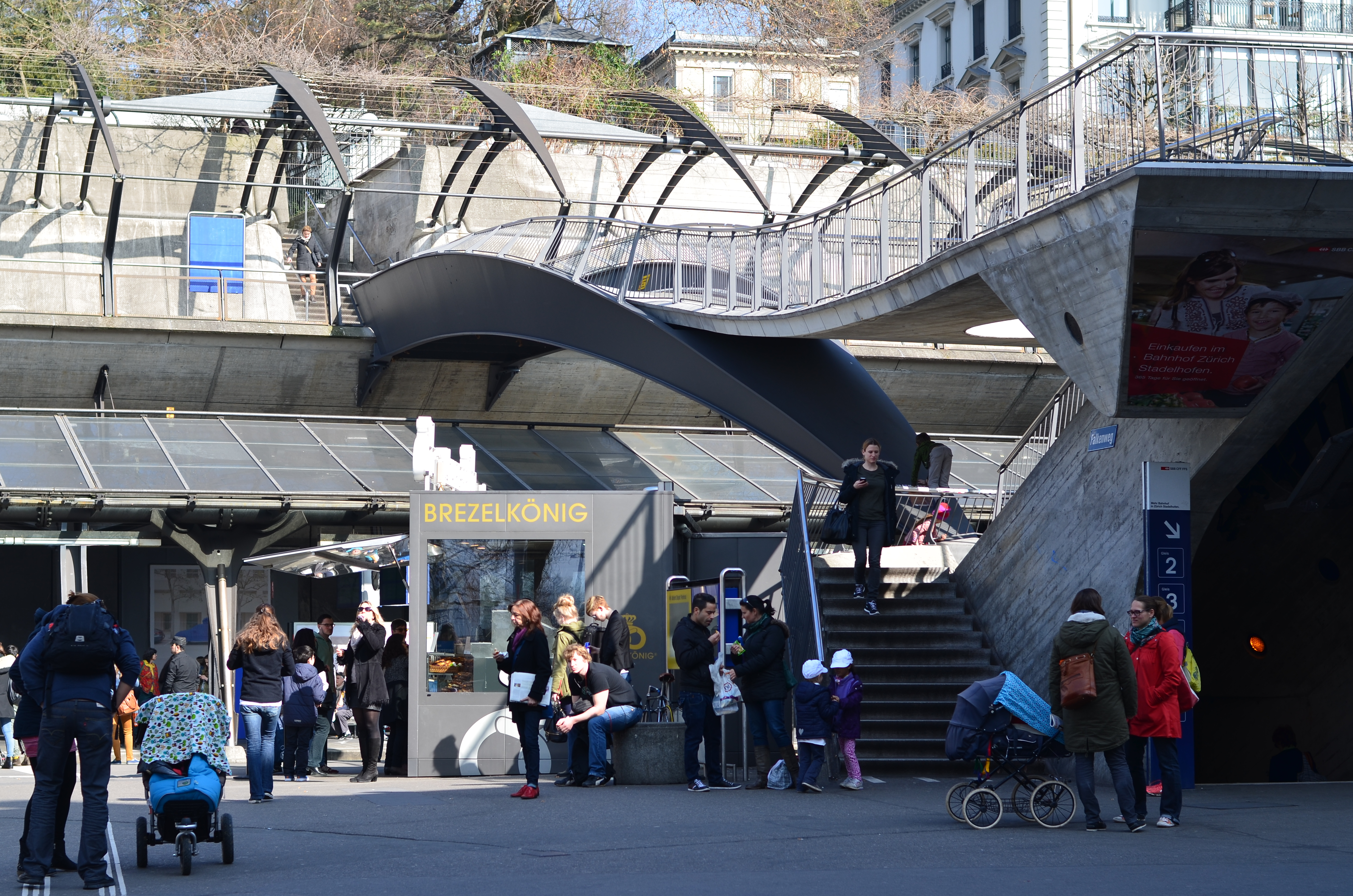
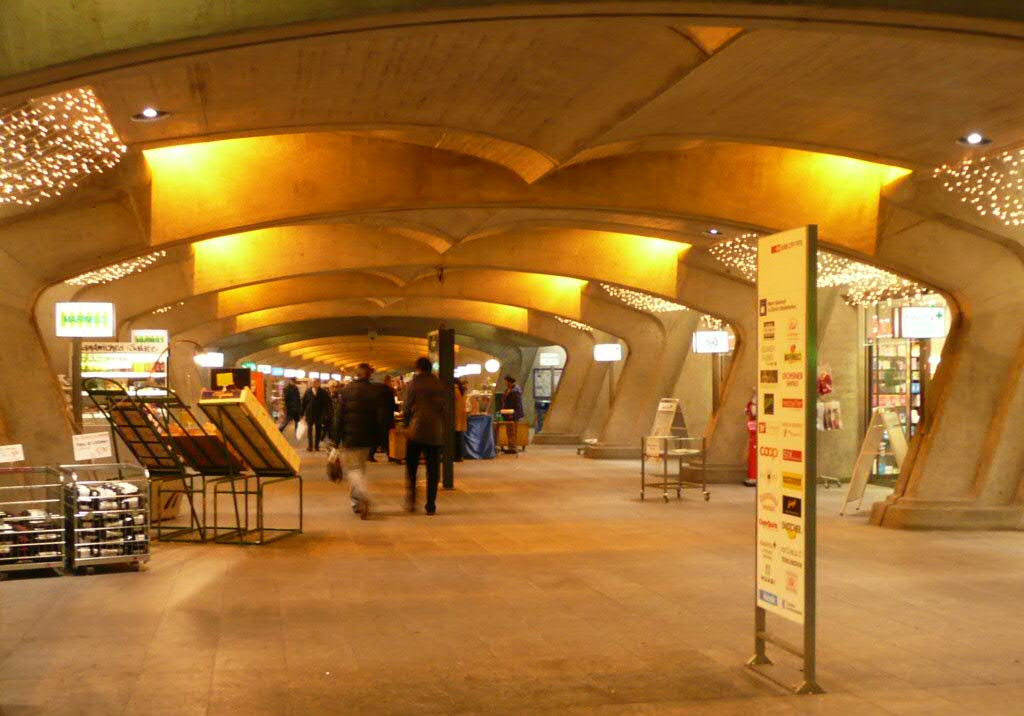
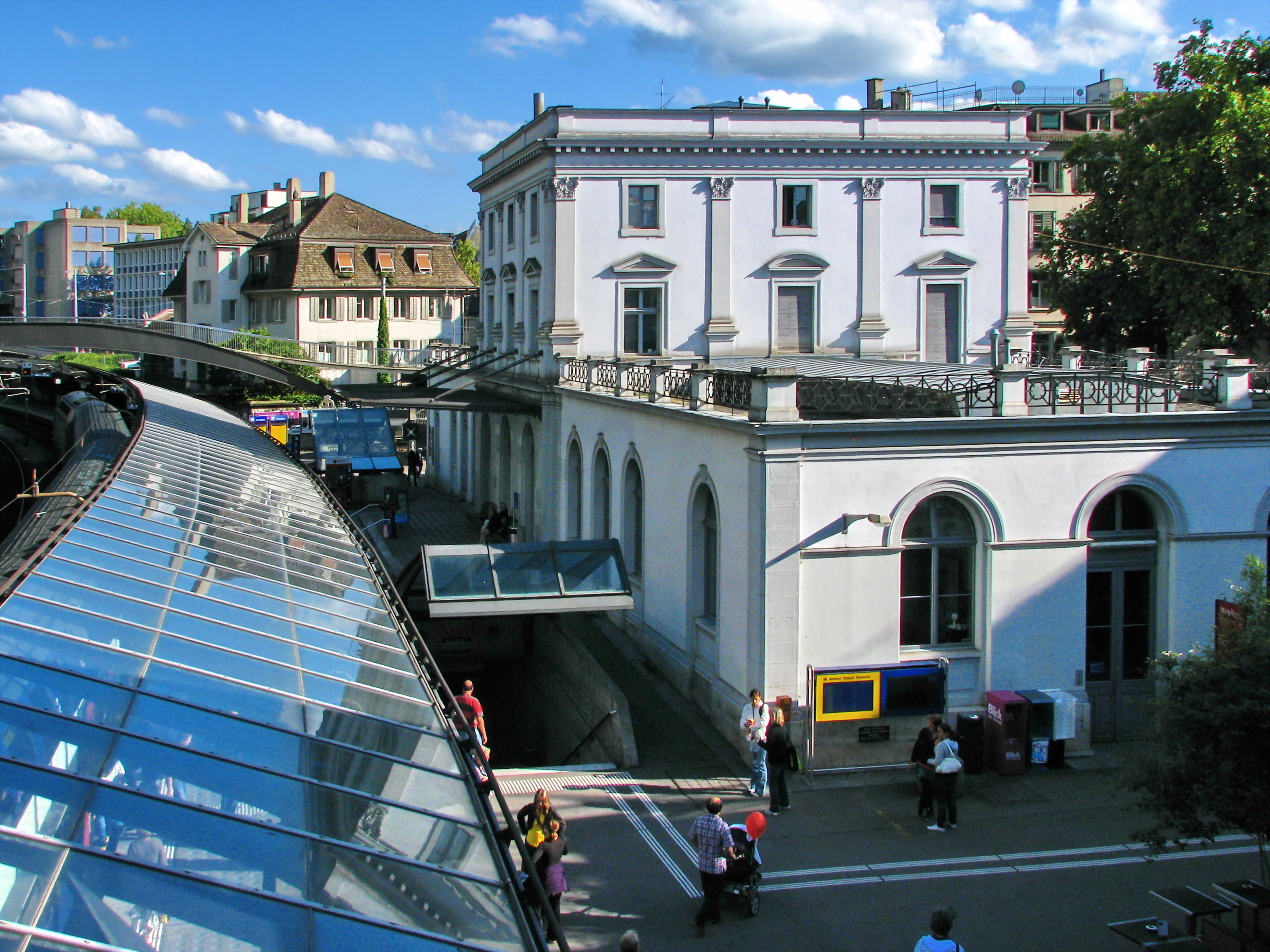

## وصلات خارجية
- La stazione Stadelhofen di S. Calatrava-محطة Stadelhofen تصميم س. كالاترافا